# Vierge de Ludomir
 (août 2025).
Hannah Rachel Verbermacher (1806–1888), aussi appelée la Vierge de Ludimir, la Demoiselle de Ludmir ou Ludmirer Moyd en yiddish, fut le seul Rebbe de sexe féminin de toute l'histoire du hassidisme.

## Enfance
La Vierge de Ludomir est née au shtetl de Ludimir, en Volhynie, dans l'Empire russe (actuellement en Ukraine), fille unique de parents hassidiques ; son père, Monesh Verbermacher, homme d'affaires disciple de Mordechai Twersky, le « Maggid de Tchernobyl », donna à sa fille une éducation s’étendant sur de nombreux domaines, incluant la théologie ainsi que l'étude de la Torah.

## Rabbinat
Dès l'adolescence, et déclinant le mariage, Hannah se mit à observer rigoureusement les commandements, incluant ceux auxquels les femmes n'étaient pas soumises, tels que le port de tefillins ou la récitation du kaddish à la mort de son père, et augmenta la fréquence de ses études de la Torah.
Sa piété aidant, et à la suite d'une vision dans le cadre de laquelle elle obtint une « âme neuve et pure », vision intervenue à la suite d'une maladie survenue après avoir prié sur la tombe de sa mère, elle rassembla autour d'elle un groupe de fidèles, persuadés qu'elle pouvait accomplir des miracles, et, avec l'héritage laissé par son père, se fit construire une synagogue, avec un appartement qu'elle occupait; elle rompit également ses fiançailles.
Elle exerça auprès d'eux certaines des fonctions traditionnellement dévolues aux rabbins hassidiques, tels que recevoir des requêtes écrites de prières, ou kvitel, ou présider au Seoudat chlichit, ou troisième repas du Chabbat, durant lequel, à l'exemple des rabbins ordonnés, elle donnait des enseignements sur la Torah tout en distribuant les restes de ses repas aux fidèles, bien que certains disent qu'elle ne le faisait que derrière un rideau, par souci de pudeur.
Ce comportement, considéré comme aberrant par rapport aux attentes traditionnelles des femmes et qui fit naitre des rumeurs de possession par un esprit mauvais, fit suffisamment jaser dans la communauté que le Maggid de Tchernobyl, avec plusieurs autres responsables religieux, lui conseillèrent de cesser ses fonctions religieuses et de se marier, conseil qu'elle suivit, à quarante ans, bien que la durée du mariage qu'elle conclut avec un disciple de ce Maggid soit inconnue.

## Alyah
Après un mariage dont on ne connait pas la durée et qui s'acheva par un divorce de la part d'un mari trop effrayé pour consommer, et au début de la cinquantaine, Hannah émigra en 1859 en Palestine et s'installa à Jérusalem, où elle parvint, une fois encore, à se constituer un cercle de fidèles auxquels, lors du Chabbat, elle récitait des versets de la Torah et qu'elle accompagnait prier sur le Tombeau de Rachel à Roch Hodech ou au Mur des Lamentations.
Elle meurt le 22 Tammuz en 1888 et est enterrée sur le Mont des Oliviers.